# 谢伯阳
谢伯阳（1954年2月—），湖南醴陵人，汉族，中华人民共和国政治人物，全国工商联原专职副主席、中国民间商会副会长，中国民主建国会会员，第十一届、第十二届全国政协委员。

## 生平
2008年，当选第十一届全国政协委员，代表中华全国工商业联合会，分入第二十二组。并担任社会和法制委员会专委。